# Селонська мова

Поширення балтійських племен, бл. 1200 р. н.е. (межі приблизні)

Селонська мова — балтійська мова, якою розмовляло східнобалтійське плем'я селонів, які до 15 століття жили в Селонії, території в південно-східній Латвії та північно-східній Литві.

## Історія
Протягом 13–15 століть селони втратили мову після асиміляції литовцями.
Сліди селонської мови й досі можна знайти на територіях, на яких проживали селонці, особливо в акценті та фонетиці так званого селонського діалекту латиської мови. Деякі сліди селонської мови є в північно-східних піддіалектах аукштайтського діалекту литовської мови, переважно в лексиці.

## Класифікація
Вважається, що селонська мова зберегла протобалтійські фонеми *an, *en, *in, *un, як і литовська мова, але, як і латвійська мова, прабалтійські *kʲ, *ɡʲ змінилися на c, dz і прабалтійські *š, *ž змінилися на s, z.